# Som puro
Um som puro pode ter três nomes: som simples, som puro ou som harmónico. Um som puro é como uma vibração sinusoidal uni dimensional que é apenas composta por uma frequência.
Uma onda sinusoidal é caracterizada pela sua frequência - o número de ciclos por segundo, ou a sua onda - a distância da onda viaja através do seu meio dentro de um período de tempo, a amplitude - o tamanho de cada ciclo. Um som puro tem a única propriedade que a sua forma de onda e som são alteradas apenas em amplitude e fase de sistemas lineares acústico.